# 青森東インターチェンジ
青森東インターチェンジ（あおもりひがしインターチェンジ）は、青森県青森市にある青森自動車道のインターチェンジで、高速自動車国道としては本州最北端のインターチェンジである。

## 概要
青森自動車道のインター番号およびキロポストは東北自動車道の川口JCTからの通算表示となっている。東北自動車道の終点は青森ICであるが、東北自動車道と青森自動車道は一体化して運用されており、当インターチェンジは東京方面からの高速自動車国道の北の終点となる。
料金所設備がないため、料金の支払い・通行券の受け取りは、青森中央TBで行う。

## 道路

### 本線
- E4A 青森自動車道（56番）

### 接続する道路
- 直接接続
  - 青森県道47号青森東インター線[2]
- 間接接続
  - 青森県道123号清水川滝沢野内線
  - E4A みちのく有料道路（青森県道257号後平馬屋尻線）

## 周辺
- 新青森県総合運動公園（青い森アリーナ）
- 浅虫温泉

## 隣
E4A 青森自動車道
(55) 青森中央IC - 青森中央TB - (56) 青森東IC